# Lili Labassi
Lili Labassi, pseudonimo di Elie Moyal (in arabo ليلي العباسي‎?; Sidi Bel Abbes, 1897 – Nizza, 1969), è stato un cantante algerino.

## Biografia
Nato a Sidi Bel Abbes da famiglia ebraica algerina, cresce immerso nel mondo della musica sin dalla tenera età.
Si stabilisce ad Algeri, dove porta avanti la sua passione per la musica.
Si esibisce in diversi strumenti musicali, scrivendo da sé i testi per le sue canzoni. Crea un gruppo musicale, organizzando numerosi concerti, prima nel suo paese natale, e poi anche all'estero.
Il figlio è l'attore, comico e musicista francese Robert Castel.